# Tsirang

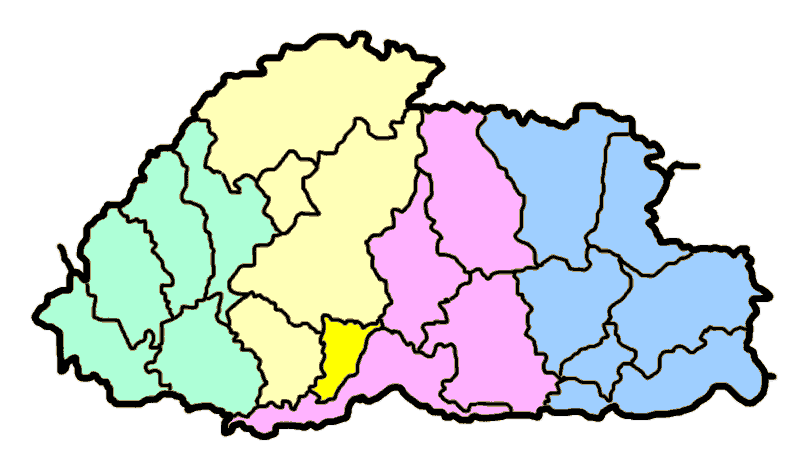
Districtul Tsirang

Tsirang este un district din Bhutan. Are o suprafață de 800 km² și o populație de 108.807 locuitori. Districtul Tsirang este divizat în 12 municipii.